# Franz Warnung
Franz Warnung (... – 4 novembre 1998) è stato un vescovo vetero-cattolico austriaco.
Nel 1991 fu scelto dal vescovo Nikolaus Hummel come vicario generale, e divenne vescovo coadiutore nel 1994, essendo stato scelto per questo ruolo dal vescovo Bernhard Heitz.